# Œdipe (Corneille)
Œdipe ist die Bearbeitung der klassischen Ödipus-Tragödie durch den französischen Autor Pierre Corneille. Die Tragödie in 5 Akten hat mehr als 2000 Verse und ist deutlich länger als die beiden antiken Vorbilder von Sophokles und Seneca. Gewidmet ist das Stück Nicolas Fouquet. Die erste Aufführung der Tragödie fand im Jahr 1659 im Hotel de Bourgogne, einem Theater in Paris, statt. Corneille berücksichtigte bei seiner französischen Version des Ödipus die epochalen Umstände.

## Personen
- Oedipe, König von Theben, Jocastes Sohn und Ehemann
- Thésée, Fürst von Athen, Liebhaber Dircés
- Jocaste, Königin von Theben, Frau und Mutter des Oedipe
- Dircé, Prinzessin von Theben, Tochter des Laius und Jocastes, Halbschwester des Oedipe und Geliebte des Theseus
- Cléante, Vertrauter des Oedipe
- Dymas, Vertrauter des Oedipe
- Phorbas, alter Mann aus Theben
- Iphicrate, alter Mann aus Korinth
- Nérine, Jocastes Ehrendame
- Mégare, Dircés Ehrendame
- ein Page

## Aufführungsgeschichte

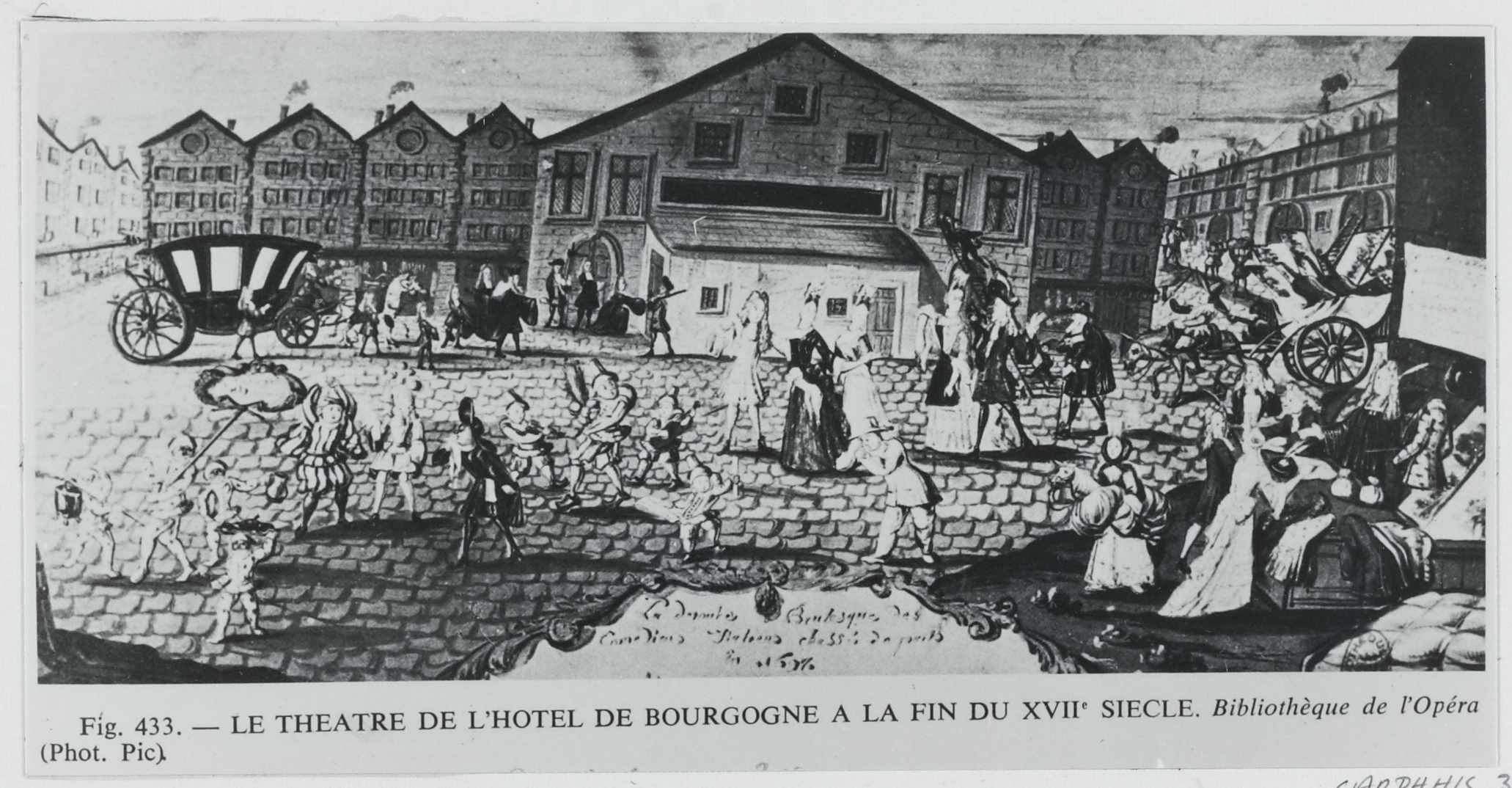
Théâtre de l'Hôtel de Bourgogne, Ende des 17. Jahrhunderts

Corneilles Oedipus zählt zu den selten aufgeführten Stücken des Autors. Es ist das erste Drama, das Corneille nach einer Schaffenspause von sieben Jahren verfasste. Er schrieb das Stück auf Druck von Nicolas Fouquet, dem Finanzminister des Königs Ludwig XIV. Welche Motive Corneille bewegt haben, Foquet ausgerechnet den Oedipus-Stoff, in dem es um die legitime Nachfolge einer Herrschaft geht, als Sujet für ein Stück vorzuschlagen und warum Fouquet zwei weitere Vorschläge Corneilles verworfen hat, ist in der Wissenschaft umstritten.
Premiere des Stücks war am 24. Januar 1659 im Théâtre de l’Hôtel de Bourgogne.
Im März 1729 debütierte Pierre-Claude Sarrazin in Corneilles Stück als Oedipus und wurde dann am 31. Dezember 1729 als Sociétaire in die Comédie-Française aufgenommen.

## Corneilles Oedipe und der Absolutismus
Corneille bezog sich in seinem Stück auf Sophokles und Seneca und erweiterte die Handlung um eine Liebesgeschichte zwischen Theuseus und Dirke. Dirke, eine fiktive, von Corneille in die Handlung eingeführte Person, ist eine Schwester des Ödipus und ein nach ihm geborenes, rechtmäßiges Kind von Laios und Iokaste.
Um dem Zeitgeist des Absolutismus zu entsprechen, entschärfte Corneille die Tragödie dahingehend, dass Ödipus als König in einem besseren Licht erscheint als in der antiken Version. Beispielsweise überging er den Orakelspruch, um Ödipus’ Schuldproblem zu lösen.
Von Königen, Prinzen, Standespersonen wurde im Absolutismus ein anderes Verhalten verlangt als von einfachen Leuten. Dies versuchte auch Corneille zu berücksichtigen, indem er sie in standesgemäße Rollen hinein schlüpfen ließ.